# Brothers In Arms: Road to Hill 30
Brothers In Arms: Road to Hill 30 (en castellano Compañeros de Armas: Camino a la Colina 30) es un videojuego de acción en primera persona desarrollado por Gearbox Software y distribuido por Ubisoft en marzo de 2005.
Se trata de un juego inspirado en el combate entre escuadras estadounidenses y alemanas en la Batalla de Normandía, en 1944, recurso habitual de los juegos FPS. No obstante, Brothers in arms ha conseguido destacar gracias al componente táctico que tiene mandar grupos de hombres, combinado con la primera persona, y perfectamente ambientado gracias a un enfoque histórico escrupulosamente exacto.

## Historia
El videojuego narra los hechos reales acaecidos al tercer escuadrón, tercer batallón, compañía F "FOX" de la División 101 aerotransportada del ejército de los Estados Unidos de América en los días previos al desembarco de Normandía en la Operación Chicago, desde el aseguramiento de la Salida 4 hasta el sitio de St.Come-Du-Mont.
El aspecto peculiar de este argumento es que todos los aspectos del juego son reconstrucciones exactas de:
- Los escenarios. La acción transcurre en localizaciones reales de la guerra, los mapas de juego y los edificios son reproducciones exactas de los existentes en 1944 (la mayoría aún se conservan en la actualidad).
- Los protagonistas. Los personajes, incluido su protagonista, son los combatientes que tomaron parte en la acción. Sus rangos y el momento de sus muertes son exactos, así como algunos de sus diálogos (que se encuentran documentados en informes de guerra). También son exactas las unidades amigas y enemigas que participaron en el conflicto junto al tercer escuadrón.
- Los hechos. Las misiones que el jugador debe sortear fueron acciones reales llevadas a cabo por el tercer escuadrón. Las tácticas empleadas y las reacciones del enemigo también responden a hechos reales, de acuerdo con los informes de guerra. Los hechos no directamente relacionados con las misiones también son reales.
- La secuencia temporal. El orden en el que se suceden las misiones, desde la madrugada en el DIA D hasta varios días después del desembarco, corresponde con los hechos reales y las órdenes recibidas por el tercer escuadrón.

Para lograr esta reconstrucción histórica, el equipo de Gearbox tomó más de 3000 fotografías y videos de los emplazamientos reales de la acción. Los informes de guerra y otros datos históricos fueron obtenidos de la Oficina de Archivos Nacionales. El Coronel retirado John Antal colaboró con el equipo de desarrollo como asesor militar.

## Sistema de juego
En Brothers in Arms el jugador asume el papel del sargento Matt Baker (personaje basado en el sargento Harrison Summers). Debe combatir al mismo tiempo que dirige a su escuadra. Por este motivo, el juego combina la táctica con la acción. El equipo de Baker está constituido por el Cabo Joe "Red" Hartsock, Cabo Sam Corrion, Soldado de Primera Jack Courtland, Soldado de Primera Stephan "Obi" Obrieski, Soldado Larry Allen, Soldado Johnny Rivas, Soldado Michael Desola, Soldado David Muzza, Soldado de Primera Thomas Zanovich, Soldado Michael Garnett, Soldado Dale McCreary y Soldado de Primera Benjamin Kevin "Legs" Leggett, todos dirigidos por el Sgto. de Grupo Greg "Mac" Hassay.
El jugador solamente puede portar dos armas con munición limitada, si bien, puede tomar las armas de enemigos abatidos. Las armas básicas son: un fusil semiautomático M1 Garand y un fusil automático Browning para el equipo de fuego y una carabina M1 y un subfusil Thompson "Tommy Gun" para el equipo de asalto. No existe una retícula para apuntar, de manera que deben usarse el alza y el punto de mira (o la mira telescópica) del arma para apuntar. En general, Baker deberá dar órdenes a uno o dos pelotones de tres solados. Las órdenes son muy sencillas y se limitan a ocupar una posición y abrir fuego. Afortunadamente, la inteligencia artificial del juego es eficaz, de manera que los soldados tomarán siempre posiciones a cubierto y no se expondrán al fuego enemigo. La única táctica a poner en práctica consiste en fuego de supresión y flanqueo del enemigo, si bien, su ejecución no es evidente.
Durante las diversas misiones, el tercer escuadrón tiene que hacer frente a distintas dificultades tales como ametralladoras fijas, tanques y fuego de mortero. El sistema en que se guarda el avance del jugador es mediante "puntos de control" (checkpoints). Si el protagonista muere debe repetirse toda la acción desde el último punto de control. En el mayor grado de dificultad del juego no hay dichos puntos de control, es decir, la misión debe completarse sin que el protagonista muera.
A medida que el jugador supera las misiones en distintos grados de dificultad, se desbloquean contenidos extra que ofrecen una narración de los hechos históricos: se muestran fotografías tanto actuales como de la época, se visualizan algunos informes de guerra y mapas reales, se narran aspectos de las armas y del equipamiento amigo y enemigo, etc.

## Capítulos
Prólogo: 'La Colina 30': Introducción del juego. Matt Baker despierta en la colina 30 y se une a la batalla. Sus compañeros van muriendo acribillados hasta que un Panzer aparece por el flanco derecho y abre fuego, Baker se desvanece...
1:'Hermanos de Armas': El jugador se encuentra en Inglaterra a punto de partir hacia Francia en el campo de entrenamiento el jugador puede conocer al resto de sus compañeros y escuchar diversas situaciones entre ellos hay un cameo del general Dwight D Eisenhower.
2:'Una Cita con el Destino': Baker se lanza en paracaídas y al llegar pierde su equipo en el salto pero rápidamente se encuentra al sargento de pelotón Hassay, el soldado de primera clase Kevin Legget y el teniente coronel Robert Cole juntos deben acabar con 2 cañones antiaéreos Flakvierling.
3:'Emboscada en la salida 4': Baker y Red deben llegar hasta la playa Utah y hacerle una emboscada a los alemanes que vienen arrancando por la salida 4, antes de llegar al punto de emboscada se encuentran con Allen y Gartnett.
4:'Objetivo Xyz': Otra vez con Red, deben eliminar a los alemanes de un depósito de provisiones. 
5:'Bloqueo de Fourcaville': Baker reúne un equipo de fuego completo: Hartsock, Allen y Garnett. Deben asegurar Fourcaville.
6:'Operación Asparagus': Junto a su equipo de fuego, Baker debe despejar un campo minado con minas puestas sobre estacas, para que puedan aterrizar los planeadores aliados. Al final cae un avión, pero no explota por la ausencia de las estacas. ese avión tenía que enviarles suministros al pelotón.
7:'Acción en Vierville': Junto a su equipo de fuego, Baker se reúne con un tanque ligero M5 Stuart, casualmente el comandante del tanque es su mejor amigo: El sargento York Risner. Deben limpiar la ciudad y el tanque no debe ser destruido.
8:'La esquina del muerto': La escuadra de Baker y el tanque se dirige a una encrucijada para entrar a St. Come, donde deben eliminar a toda la infantería en el lugar y cuidar mucho el tanque para que no sea destruido. Finalmente el Stuart es alcanzado por un lanzacohetes y Risner muere por un impacto de bala.
9:'Al despuntar el día': Ahora con su equipo de fuego y uno de Asalto (Corrion y Desola), Baker debe asegurar una granja con una MG-42.
10:'La caída de St Come': Baker Debe tomar St Come e impedir que un tanque entre a la ciudad con Red, Allen y Garnett.
11:'Un trozo de tierra': Junto a un equipo de asalto (Red, Corrion y Desola) y un tanque Sherman, mientras leguett se lleva a Allen y Garnett, Baker debe tomar una granja y asegurar la zona. Al final del capítulo Baker recibe malas noticias... Allen y Garnett han muerto.
12:'Ruta alternativa': Otra vez junto al equipo de asalto y el Sherman, Baker debe destruir un puente, donde los tanques alemanes han venido.
13:'Corazón Púrpura': Desde ahora Baker siempre lleva consigo un equipo de fuego (Red, "Obi" obrieski y "Zano" Zanovich) y uno de asalto (Corrion y Desola) en su escuadra. Debe llegar hasta unas puertas de Bélgica y atravesarlas antes de terminar la misión se encuentra con el teniente Cole y 2 compañeros. Desola muere por un bombardero Stuka y a Baker le cae una granada en la cabeza (que no explota, solo hiere a baker).
14:'La carga de Cole': El teniente coronel Cole se lanza a la carga por un campo lleno de alemanes para asegurar una granja e instalar un puesto de mando. Baker debe asegurar la zona. Su nuevo equipo de asalto es Corrion, Courtland y McCreary.
15:'Elegir o morir': Solo con un equipo de fuego, (Red, "Obi" y "Zano") Baker debe rescatar al teniente Combs.
16:'A por Carentan': En la madrugada del 12 de junio de 1944 los soldados llegan a Carentan y el objetivo despejar y tomar la zona industrial de Carentan.
17:'Tom y Jerry': Desde la torre de una iglesia y con un fusil de francotirador Springfield M1903, Baker debe rechazar el contraataque alemán y luego destruir 3 tanques con un bazooka. Al comienzo, Obrieski es eliminado por un francotirador alemán.
18:'El mejor lugar para morir': Baker debe reunirse con Mac en la Colina 30, encontrando mucha oposición en el camino. Cuando se reúne con Mac, es aturdido por un disparo de mortero. Allí Leguett muere por el disparo del cañón de un Panzer. Cuando despierta se encuentra en la batalla de la introducción del juego. Luego despierta otra vez y debe ir a buscar 2 tanques para que eliminen a los alemanes.
Epílogo:'Victoria en Carentan': Parte final del juego, Mac da un pequeño discurso y asciende a Hartsock a sargento y que tendría que contar los acontecimientos al coronel Marshall (es a quien Hartsock le contará la historia en Earned in Blood). Luego esa pequeña reunión cerca de la catedral de Carentan donde fue ascendido Hartsock a sargento, es interrumpida por disparos de morteros alemanes que vienen desde la estación de ferrocarril y el escuadrón de Baker va a combatirlos. La historia sigue en Brothers in Arms: Earned in Blood.

## Secuelas
- Road to hill 30: Primera entrega para PC, Xbox y PlayStation 2.
- Earned in Blood: Segunda entrega para PC, Xbox y PlayStation 2. En esta ocasión el jugador toma el papel del sargento "Red" Harstock. Se trata de un personaje de la primera entrega cuyas acciones guardan relación con las emprendidas por el sargento Baker.
- D-Day: Entrega para PSP. Combinará acciones de Harstock y Baker.
- Hell's Highway: Tercera entrega para PC, Xbox 360 y PlayStation 3. Sitúa la acción durante la operación Market Garden.

## Curiosidades
- Este videojuego se emplea en la Academia Militar de West Point para enseñar tácticas de combate. A cambio, los desarrolladores del juego tomaron clases de combate para trasmitir una experiencia más realista.
- El videojuego fue usado en un programa especial de History Channel ,"Brothers in Arms: the untold story of the 502", para reproducir algunos escenarios de la guerra.

## Reparto y Personajes
- Sargento Matt Baker(Troy Baker).
- Sargento de Pelotón Greg 'Mac' Hassay(John Pinari)
- Teniente Coronel Robert H. Cole(Jack Cry)
- Soldado de Primera Kevin 'Legs' Legget(Jason Harr
- Cabo Joe 'Red' Hartsock(David McGarry)
- Cabo Sam Corrion(Benjamin Fred)
- Soldado Michael Desola(Mike Ivanoven)
- Soldado de Primera Jack Courtland(Nicholas Johnson)
- Soldado Larry Allen(Steve Michel)
- Soldado Michael Garnett(Robert Stivsson)
- Soldado de Primera Dave McCreary(Charles Budge)
- Soldado Obrieski(Miguel Casas)
- Soldado Thomas Zanovich(David Blum)
- Soldado Johnny Rivas(Robert Pitchford)
- Soldado David Muzza(Rodrigo de La Serna)
- Sargento de Artillería George Risner(David McGarry)
- Dwight D. Eisenhower(John Antal)
- Soldado Hooper(Robert Pitchford).